# Ulvingen
Ulvingen è una delle isole disabitate nella regione di Qikiqtaaluk, Nunavut, Canada. Si trova nella Norwegian Bay fra l'isola di Axel Heiberg ed Ellesmere. Fa parte delle isole Sverdrup, delle isole Regina Elisabetta, e dell'arcipelago artico canadese.